# Canton de Valenton
Le canton de Valenton est une ancienne division administrative française située dans le département du Val-de-Marne et la région Île-de-France.

## Histoire
Le canton de Valenton, composé de la commune de Valenton et d'une partie de celle de Villeneuve-Saint-Georges, a été constitué par le décret du 24 décembre 1984, par la division du canton de Villeneuve-Saint-Georges.
Un nouveau découpage territorial du Val-de-Marne entré en vigueur à l'occasion des premières élections départementales suivant le décret du 17 février 2014. Les conseillers départementaux sont, à compter de ces élections, élus au scrutin majoritaire binominal mixte. Les électeurs de chaque canton élisent au Conseil départemental, nouvelle appellation du Conseil général, deux membres de sexe différent, qui se présentent en binôme de candidats. Les conseillers départementaux sont élus pour 6 ans au scrutin binominal majoritaire à deux tours, l'accès au second tour nécessitant 12,5 % des inscrits au 1er tour. En outre, la totalité des conseillers départementaux est renouvelée. Ce nouveau mode de scrutin nécessite un redécoupage des cantons dont le nombre est divisé par deux avec arrondi à l'unité impaire supérieure si ce nombre n'est pas entier impair, assorti de conditions de seuils minimaux. Dans le Val-de-Marne le nombre de cantons passe ainsi de 49 à 25.
Dans ce cadre, le canton est supprimé, et son territoire est réparti entre les cantons de Choisy-le-Roi et de Villeneuve-Saint-Georges. 

## Administration
| Période | Période          | Identité         | Étiquette | Qualité                                                   |
| ------- | ---------------- | ---------------- | --------- | --------------------------------------------------------- |
| 1985    | 1998             | Maurice Lamy     | PCF       | Employé, adjoint au maire de Villeneuve-Saint-Georges     |
| 1998    | 2008 (démission) | Daniel Toussaint | PCF       | Cheminot retraité Maire de Valenton (1993 → 2008)         |
| 2009    | 2015             | Marc Thiberville | PCF       | Cheminot Conseiller municipal de Villeneuve-Saint-Georges |

## Composition
Le canton de Valenton était constitué par la commune de Valenton, ainsi que le nord-est de celle de Villeneuve-Saint-Georges, délimité, selon la toponymie du décret de 1984, par « la limite territoriale de la commune de Valenton et par l'axe des voies ci-après : avenue Anatole-France (à partir de la limite de la commune de Valenton), rue Bernard-Palissy, rue de Paris (jusqu'à la limite de la commune de Valenton) ». 
L'ouest et le sud de Villeneuve-Saint-Georges formaient le canton de Villeneuve-Saint-Georges.
| Communes                                  | Population (2012) | Code postal | Code Insee |
| ----------------------------------------- | ----------------- | ----------- | ---------- |
| Valenton                                  | 11 426            | 94 460      | 94 074     |
| Villeneuve-Saint-Georges, commune entière | 28 361            | 94 190      | 94 078     |

## Démographie
| 1962 | 1968 | 1975 | 1982 | 1990   | 1999   | 2009 |
| ---- | ---- | ---- | ---- | ------ | ------ | ---- |
| -    | -    | -    | -    | 19 916 | 19 681 | -    |